# Takumu Fujinuma
Takumu Fujinuma (japanisch 藤沼 拓夢 Fujinuma Takumu; * 14. Juni 1997 in der Präfektur Saitama) ist ein japanischer Fußballspieler.

## Karriere
Fujinuma erlernte das Fußballspielen in der Jugendmannschaft von Omiya Ardija. Seinen ersten Vertrag unterschrieb er 2016 bei Omiya Ardija. Der Verein spielte in der höchsten Liga des Landes, der J1 League. Im Juli 2017 wurde er an den Drittligisten Tochigi SC ausgeliehen. Für den Verein absolvierte er 12 Drittligaspiele. 2018 wurde er an den ebenfalls in der dritten Liga spielenden Grulla Morioka ausgeliehen. Für den Verein absolvierte er 29 Ligaspiele. 2019 wurde er an den Drittligisten Blaublitz Akita ausgeliehen. Für den Verein absolvierte er 22 Ligaspiele. 2020 kehrte er zum Zweitligisten Omiya Ardija zurück. Nach Vertragsende bei Omiya Ardija unterschrieb er im Januar 2022 einen Vertrag beim Drittligisten SC Sagamihara.